# 孙铁铺镇
孙铁铺镇，是中华人民共和国河南省信阳市光山县下辖的一个乡镇级行政单位。

## 行政区划
孙铁铺镇下辖以下地区：
孙铺街社区、龙台街社区、孙铺村、刘乡村、王楼村、郑堂村、刘寨村、屈岗村、周乡村、刘渡村、杏山村、江湾村、蒋楼村、谢套村、金洼村、舒堂村、安乐寨村、陈大湾村、郭乡村、黄岗村、黄桥村、金大湾村、金寨村、龙台村、马岗村、屈寨村和郑棚村。